# El Cuervo de Sevilla
El Cuervo de Sevilla ist eine Gemeinde in der Provinz Sevilla in Spanien mit 8.716 Einwohnern (Stand: 2024). Sie liegt in der Comarca Bajo Guadalquivir und in der Comarca Campiña de Jerez. El Cuervo de Sevilla bedeutet auf Spanisch Die Krähe von Sevilla. Deshalb enthalten sowohl die Flagge als auch das Siegel der Gemeinde eine Krähe.

## Geografie
Die Gemeinde liegt auf einer Höhe von 63 Metern, 72 Kilometer von der Provinzhauptstadt Sevilla und 52 Kilometer von Cádiz entfernt im Süden der Provinz Sevilla. El Cuervo de Sevilla grenzt an die Gemeinden Jerez de la Frontera und Lebrija.

## Geschichte
Die Gemeinde wurde am  19. Dezember 1992 aus Teilen der Gemeinde Lebrija geschaffen.

## Wirtschaft
Der Dienstleistungssektor dominiert die Wirtschaft, wobei das Hotel- und Gaststättengewerbe hervorzuheben ist.